# Ilja Ivasjka
Ilja Uladzimirjavitj Ivasjka (hviderussisk: Ілья Уладзіміравіч Івашка, russisk: Илья Владимирович Ивашко, født 24. februar 1994 i Minsk, Hviderusland) er en professionel tennisspiller fra Hviderusland.